# Саяди-Насири, Вахид
Вахид Саяди-Насири (перс. وحید صیادی نصیری‎; 27 августа 1980, Тегеран, Иран — 12 декабря 2018, Кум, Иран) — иранский правозащитник и политический заключённый, умерший во время голодовки. Вахид Саяди-Насири также был конституционным монархистом, чья антиисламская республиканская точка зрения, основанная на социальных сетях, привела к тому, что его заключили в тюрьму.

## Биография
Вахид Саяди-Насири родился 27 августа 1980 в Тегеране, Иран.

### Тюремное заключение и голодовка
Вахид Саяди Насири был первоначально арестован в сентябре 2015 года и приговорен к восьми годам тюремного заключения. Насири был обвинен в оскорблении правителя Исламской Республики Иран Али Хаменеи и принуждении к действиям против государства. Обвинения связаны с публикациями, которые он разместил на своей странице в Facebook. Он уже провел два с половиной года в тюрьме и предположительно подвергался издевательствам и преследованиям. В июле 2018 года его снова задержали во второй раз после нескольких месяцев освобождения. Он не ел 60 дней в знак протеста против отсутствия правовой защиты и тюремного режима Ирана.
В 2018 году его перевели из тюрьмы Эвин в центральную тюрьму Кума, где он критиковал её содержание и условия медицинского обслуживания.
Вахид Саяди Насири начал голодовку в тюрьме в знак протеста против своего незаконного и неудобного положения в тюрьме. Наконец, 5 декабря 2018 года Насири перевели из тюрьмы в больницу Шахид Бехешти в Куме, где через семь дней он скончался.
Тело Вахида Саяди Насири было похоронено в пятницу 23 декабря 2017 года на кладбище «Бехешт Масуме» в Куме. Похороны прошли в присутствии силовиков. Семья Насири заявила, что перед похоронами лицо Вахида было залито кровью.
Смерть Вахида Саяди Насири вызвала широкий резонанс в СМИ.

## Международная реакция
20 декабря 2018 года Human Rights Watch призвала иранский режим провести расследование и найти объяснение смерти Вахида Саяди Насири, который был заключен в тюрьму за оскорбление верховного лидера Али Хаменеи. По словам его семьи, Насири объявил голодовку, но перед смертью ему было отказано в медицинской помощи.
Наследный принц Шаханшахского Государства Иран Реза Пехлеви (шахзаде) написал на своей официальной странице в Твиттере: «Кошмар ежедневного принесения в жертву чистых и храбрых детей Ирана от рук Захака Замане закончится только свержением правящей преступной секты».
Государственный департамент США, опубликовав заявление на фарси, выразив сожаление в связи со смертью. Соединенные Штаты назвали осуждение и задержание Вахида Саяди-Насири «произвольными» и «несправедливыми». На персидской версии сайта МИД США опубликовано заявление заместителя пресс-секретаря Министерства внутренних дел, в котором говорится: «Вахид Саяди Насири пострадал в тюрьме, но его голос не был озвучен». В заявлении продолжается: «Он лишь один из многих заключенных, которые несправедливо находятся во власти желаний иранского режима». Кроме того, в этом заявлении институт сослался на слова Али Хаменеи в его речи по случаю лунного Нового 2017 года в Мешхеде, который ранее сказал: «В Иране никто не подвергается давлению и преследованию за критику правительства, и если кто-то делает такое заявление, он лжец».
МИД Франции, выступив с заявлением, выражающим сожаление в связи со смертью Вахида Саяди Насири в результате 60-дневной голодовки, потребовал от правительства Ирана объяснений о причинах игнорирования прав политзаключенного и события, приведшие к его смерти.
Мехди Кахе, прокурор Кума, подтвердив новость о смерти этого заключенного, посчитал причиной его смерти «проблемы с печенью» и отрицал, что смерть наступила в результате голодовки. После сообщения о смерти Вахида Саяди-Насири правозащитные организации потребовали отправки международных инспекторов для расследования положения политзаключенных в Иране. Исламская Республика Иран является одной из немногих стран, для которых Совет ООН по правам человека назначил специального докладчика по правам человека, но иранское правительство не разрешает этим репортерам ездить в Иран и исследовать ситуацию с правами человека в этой стране.